# Provincie Hesensko-Nasavsko
Provincie Hesensko-Nasavsko (německy Provinz Hessen-Nassau) byla provincií Pruského království od roku 1868 do roku 1918, poté provincií Svobodného státu Prusko až do roku 1944.
Hesensko-Nasavsko vzniklo v důsledku rakousko-pruské války v roce 1866 spojením dříve nezávislých států Hesensko-Kasselsko, vévodství Nasavsko, svobodného města Frankfurtu, oblastí získaných z Bavorského království, a oblasti získané z Hesenského velkovévodství. Tyto regiony byly sloučeny do provincie Hesensko-Nasavsko v roce 1868 s hlavním městem v Kasselu a rozděleny do dvou správních oblastí: Kassel a Wiesbaden. Největší část provincie obklopovala provincii Horní Hesensko v Hesenském lidovém státě.

## Historie
Roku 1866 bylo Nasavské vévodství jako spojenec Rakouského císařství anektováno Pruskem, protože prusko-rakouskou válku probíhající roku 1866 Rakousko prohrálo. Vévoda Adolf byl zbaven trůnu a vévodství se stalo součástí Pruska resp. pruského království jako provincie Hesensko-Nasavsko. Vévoda Adolf tedy přišel o faktickou vládu v Nasavsku (titul mu ale zůstal a roce 1890 získal velkovévodství lucemburské). Nová pruská provincie Hesensko-Nasavsko sestávala (jak jde poznat ze znaku) především z území bývalého Hesenska-Kasselska, Nasavského vévodství a svobodného města Frankfurt nad Mohanem.
Součástí této provincie bylo území Nasavska až do roku 1944, kdy byla jižní část provincie spolu s územím Frankfurtu vydělena jako provincie Nasavsko a zbytek se stal provincií Kurhesensko.
V současnosti je bývalé Nasavsko rozděleno mezi spolkové země Hesensko a Porýní-Falc.